# Pian del Poggio

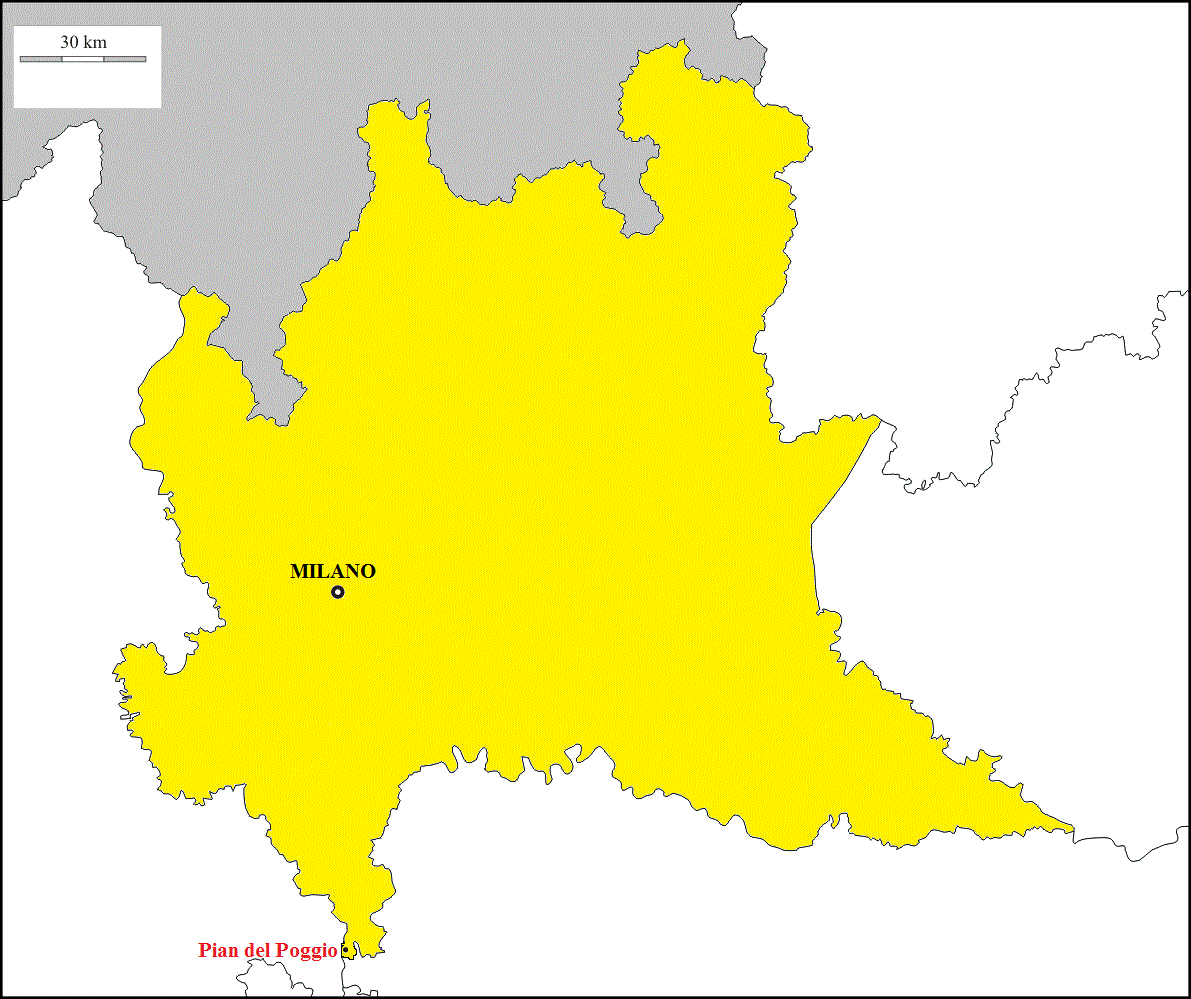
Posizione di Pian del Poggio.

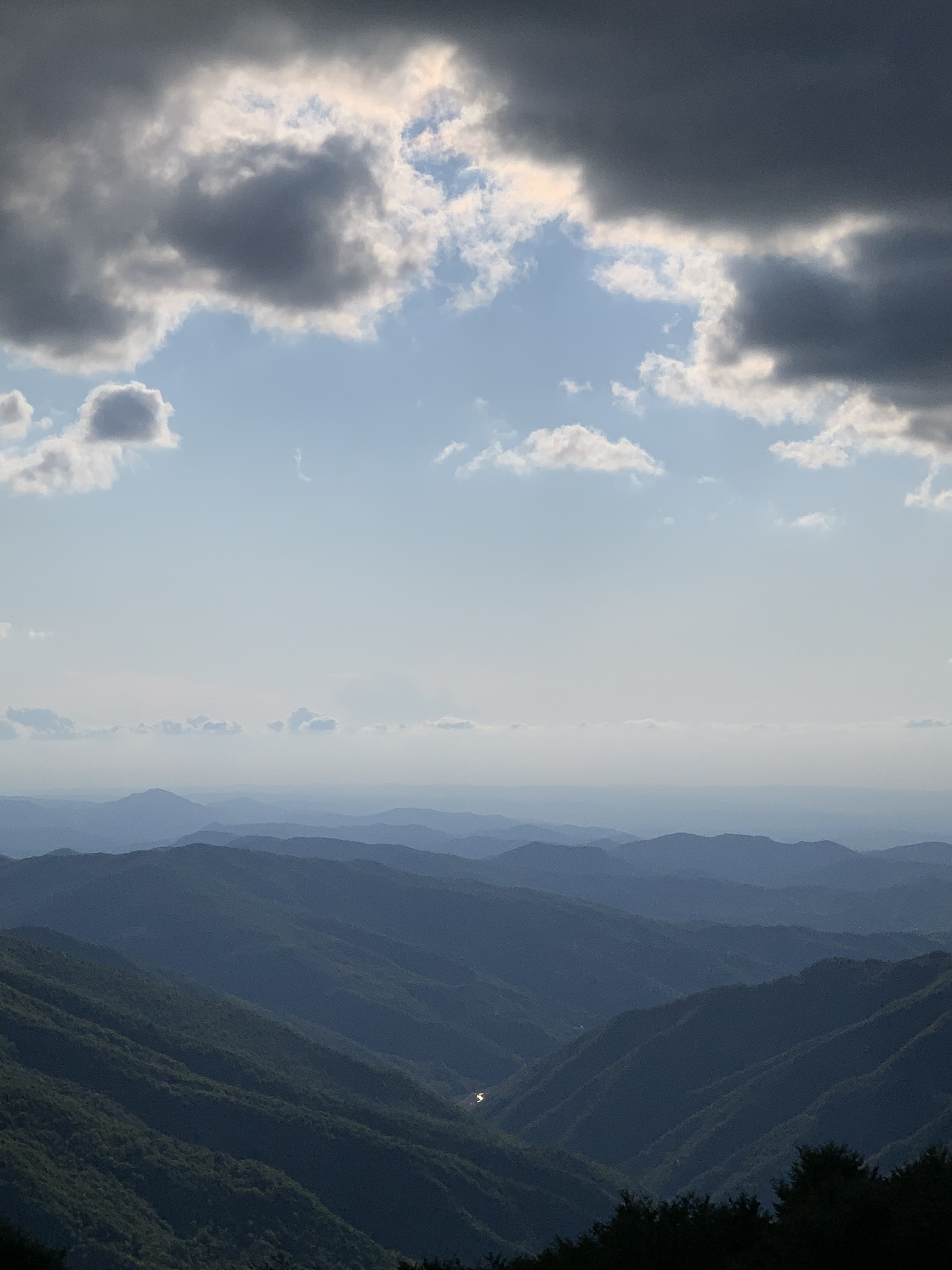

Pian del Poggio è una frazione di Santa Margherita di Staffora in alta valle Staffora alla fonte dello Staffora.
La località è situata a 1335 m di altezza.
È il centro abitato più meridionale della Lombardia e più elevato della provincia di Pavia, dato che si trova sull'Appennino ligure vicino al monte Chiappo sullo spartiacque tra val Borbera e val Curone (Piemonte), val Boreca (Emilia-Romagna) e valle Staffora (Lombardia). 
Pian del Poggio è anche l'unica località sciistica della provincia di Pavia e comprende una seggiovia recentemente tornata in funzione, e tre piste da sci per complessivi cinque chilometri di piste. 
Pian del Poggio si trova a solo 15 km dalla Liguria ed è raggiungibile da Voghera e Varzi tramite la SS461 del Passo del Penice e dal Novese, tramite la SP140 della Val Borbera. 

## Eventi sportivi
Pian del Poggio è sede del torneo locale di calcio Pian del Poggio SuperLeague e di altre manifestazioni sportive come il torneo locale di pallacanestro, di tennis e di pallavolo.